# جون ويزلي (مغني)
جون ويزلي (بالإنجليزية: John Wesley)‏ هو عازف قيثارة ومغني وكاتب أغاني أمريكي، ولد في 1 يونيو 1962.

## وصلات خارجية
- الموقع الرسمي
- جون ويسلي على موقع ميوزك برينز (الإنجليزية)
- جون ويسلي على موقع ديسكوغز (الإنجليزية)